# جانور همچون داماد

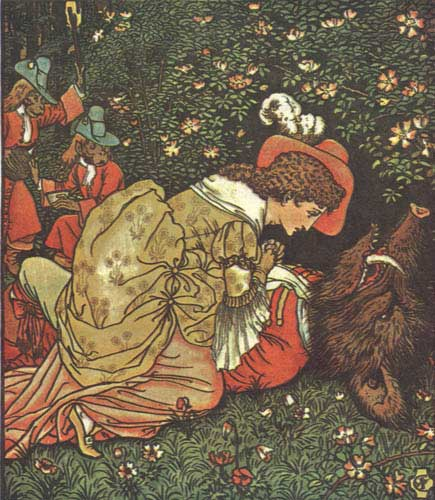
تصویرسازی برای دیو و دلبر. لندن: انتشارات جورج روتلج و پسران، ۱۸۷۴.

«جانور همچون داماد» یا «دامادی که حیوان است» گروهی از قصّه‌های پریان را گویند که موضوعشان ازدواج یا نامزدیِ زنی است با جانوری که سپس‌تر معلوم می‌شود مردی است که دگرپیکری پذیرفته. بیشترِ این داستان‌ها ذیلِ گونهٔ «جستجوی شوهرِ گم‌شده» (ATU 425) طبقه‌بندی می‌شوند.

## کتابشناسی
- Leavy, Barbara Fass (1994). "The Animal Groom". In Search of the Swan Maiden. NYU Press. pp. 101–155. ISBN 978-0-8147-5268-5. JSTOR j.ctt9qg995.7.